# Slepičí hory
Slepičí hory leží na jihu Česka v blízkosti Novohradských hor. Jsou geomorfologickým podokrskem v severovýchodní části Soběnovské vrchoviny.
Podle staršího geomorfologického členění Česka byly Slepičí hory geomorfologickým okrskem. Novější členění je jako podokrsek zařadilo do nově vymezeného okrsku Kohoutská pahorkatina.
Jedná se o výrazný hřbet, který je ze všech stran omezený zlomovými svahy. V geologické stavbě převládají žuly a granodiority. Nejvyšší horou je Kohout (871 m), druhým nejvyšším vrcholem je Vysoký kámen (nazývaný též Slepice) ležící 869 metrů nad mořem.